# Kathy Tremblay
Kathy Tremblay (Quebec, 16 de junio de 1982) es una deportista canadiense que compitió en triatlón.
Ganó una medalla de bronce en el Campeonato Mundial de Triatlón por Relevos Mixtos de 2009 y una medalla de oro en el Campeonato Panamericano de Triatlón de 2006.

## Palmarés internacional
| Campeonato Mundial por Relevos Mixtos | Campeonato Mundial por Relevos Mixtos | Campeonato Mundial por Relevos Mixtos | Campeonato Mundial por Relevos Mixtos |
| Año                                   | Lugar                                 | Medalla                               | Prueba                                |
| ------------------------------------- | ------------------------------------- | ------------------------------------- | ------------------------------------- |
| 2009                                  | West Des Moines (Estados Unidos)      | Medalla de bronce                     | Relevo mixto                          |
| Campeonato Panamericano               |                                       |                                       |                                       |
| Año                                   | Lugar                                 | Medalla                               | Prueba                                |
| 2006                                  | Brasilia (Brasil)                     | Medalla de oro                        | Individual                            |